# Buteo augur
Buteo augur е вид птица от семейство Ястребови (Accipitridae).

## Разпространение
Видът е разпространен в Ангола, Бурунди, Еритрея, Етиопия, Замбия, Зимбабве, Демократична република Конго, Кения, Малави, Мозамбик, Намибия, Руанда, Сомалия, Судан, Танзания, Уганда и Южен Судан.